# Дем'янка-Лісна
Дем'янка-Лі́сна — село в Україні, у Стрийському районі Львівської області. Населення становить 499 осіб. В селі знаходиться дерев'яна церква.

## Політика

### Парламентські вибори, 2019
На позачергових парламентських виборах 2019 року у селі функціонувала окрема виборча дільниця № 460334, розташована у приміщенні школи.
Результати
- зареєстровано 342 виборці, явка 50,88 %, найбільше голосів віддано за «Слугу народу» і «Голос»  — по 25,86 %, за «Європейську Солідарність» — 13,79 %.[3] В одномандатному окрузі найбільше голосів отримав Андрій Кіт (самовисування) і Володимир Гаврон (Голос) — по 24,86 %, за Андрія Гергерта (Всеукраїнське об'єднання «Свобода») — 15,03 %[4].

## Населення

### Мова
Розподіл населення за рідною мовою за даними перепису 2001 року:
| Мова       | Кількість | Відсоток |
| ---------- | --------- | -------- |
| українська | 499       | 100%     |

## Пам'ятки
- Церква Святого Миколая[d];
- Пам'ятник на честь скасування панщини[d];

## Персоналії
- Цап Ярослав Йосипович (1965—2016) — прапорщик Збройних сил України, учасник російсько-української війни[6]. Нагороджений орденом «За мужність» III ступеня (посмертно).
- Поліщук Володимир Васильович (1990-2022) - солдат 24-ої окремої механізованої бригади імені короля Данила, учасник російсько-української війни. Нагороджений орденами «За мужність» III ступеня, «Хрест Героя» та почесним нагрудним знаком «Хрест хоробрих» (посмертно).